# Ishodad di Merv

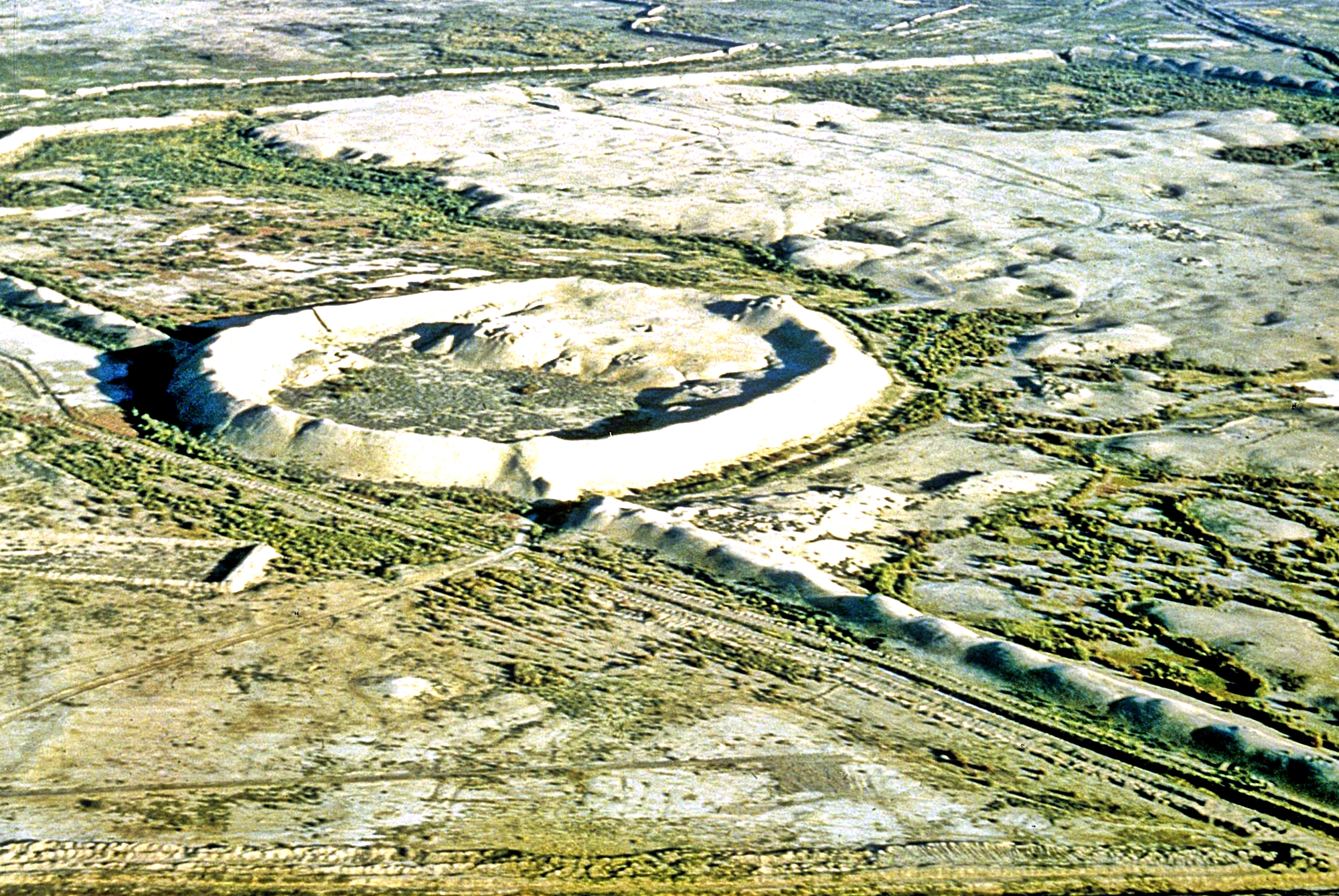
Veduta dell'antica Merv

Ishodad (Merv, ... – ...; fl. IX secolo) è stato un vescovo cristiano orientale, scrittore e teologo siro, autore di commentari in lingua siriaca sulla maggior parte dei testi biblici.

## Biografia

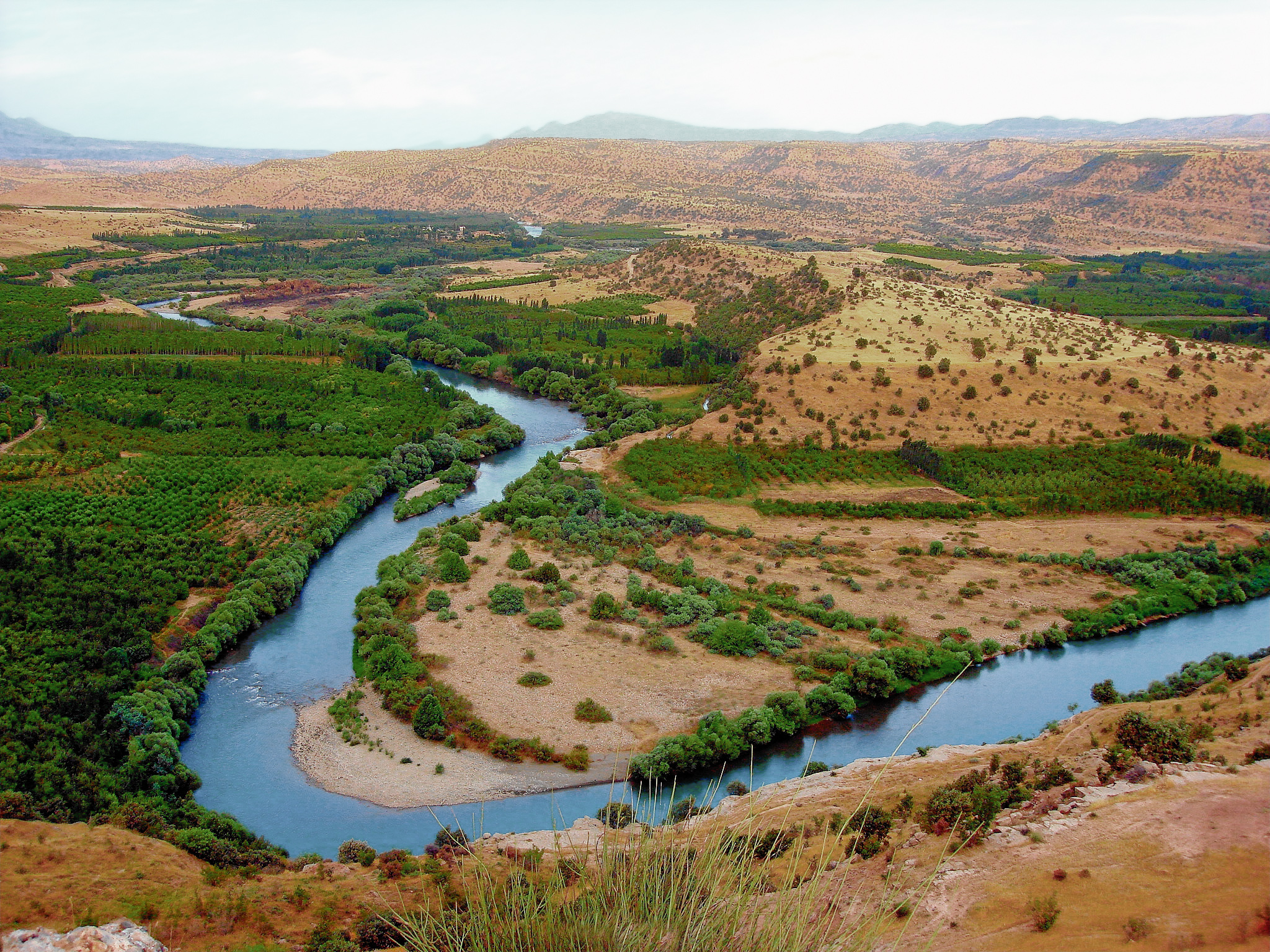
Veduta del fiume Grande Zab

Scarse sono le note biografiche di Ishodad, vissuto nel IX secolo. Originario di Merv, nel Khorasan, divenne vescovo di Hdatta, nell'Adiabene, città posta sul fiume Tigri non lontano dalla confluenza con il Grande Zab. Dopo la morte del patriarca Abramo II della Chiesa d'Oriente (850), il sinodo elettivo, trovando difficoltà ad eleggere un successore in quanto tre eletti morirono prima della loro consacrazione, affidò la scelta ad Abramo bar Noah, il quale nominò Ishodad di Merv vescovo di Hdatta. Ma la corte del califfo al-Mutawakkil impose l'elezione di Teodosio, arcivescovo di Beth Lapat (853).

## Opera
Ishodad è autore di un monumentale commentario alla Bibbia, tra i più importanti dell'esegesi in lingua siriaca; copre tutta la Bibbia, ad eccezione di alcuni libri non riconosciuti come canonici dalla Chiesa nestoriana. L'importanza di questo commentario si riferisce al fatto che l'autore commenta antiche versioni in siriaco dei testi biblici, oggi andate perdute, tra cui il Diatessaron di Taziano. Inoltre, l'opera di Ishodad è una miniera di citazioni di autori antichi, greci e siriaci, alcuni menzionati, moltissimi altri anonimi. Secondo Ceslas van den Eynde, che ha curato l'edizione moderna del commentario biblico nel Corpus scriptorum christianorum orientalium, «l'opera non ha eguali per la conoscenza dell'esegesi nestoriana. Autentica somma di dottrine, di interpretazioni e di racconti che circolavano nelle loro scuole su vari argomenti, riflette lo spirito nestoriano che li animava» Lo stesso autore ritiene che l'opera di Ishodad è rappresentativa di un secolo in cui il clero della Chiesa d'Oriente era impegnato a raccogliere e a sistematizzare l'eredità del proprio passato: «Ciò che altri hanno fatto nel campo della storia ecclesiastica, della storia del monachesimo, del diritto canonico e del diritto civile, Ishodad l'ha fatto nel campo dell'esegesi».

## Edizioni
- Johannes Schliebitz (ed.), Išô'dâdhs Kommentar zum Buche Hiob, in Beihefte zur Zeitschrift für die alttestamentliche Wissenschaft 11, Giessen, Alfred Töpelmann, 1907
- Margaret Dunlop Gibson (ed.), The Commentaries of Isho'dad of Merv, Horæ Semiticæ, Cambridge, 1911-1913-1916
- Sebastian Euringer (ed.), Des Išo'dadhs von Maru Kommentar zum Hohenlied (testo siriaco e traduzione in tedesco), Wiesbaden, O. Harrassowitz, 1932
- Jacques-Marie Vosté (éd.), L'introduction de Mar Išo'dad de Merw (c. 850) aux livres de l'Ancien Testament,in Biblica, vol. 26 (1945), p. 182-202
- Jacques-Marie Vosté, Ceslas van den Eynde (ed.), Commentaire d'Iso'dad de Merv sur l'Ancien Testament, I. Genèse, CSCO 126-156 (Scriptores Syri 67-75), 1950-1955
- Ceslas van den Eynde (ed.), Commentaire d'Iso'dad de Merv sur l'Ancien Testament, II. Exode-Deutéronome, CSCO 176-179 (Scriptores Syri 80-81), 1958
- Ceslas van den Eynde (ed.), Commentaire d'Iso'dad de Merv sur l'Ancien Testament, III. Livre des Sessions, CSCO 229-230 (Scriptores Syri 96-97), 1963
- Ceslas van den Eynde (ed.), Commentaire d'Iso'dad de Merv sur l'Ancien Testament, IV. Isaïe et les Douze, CSCO 303-304 (Scriptores Syri 128-129), 1969
- Ceslas van den Eynde (ed.), Commentaire d'Iso'dad de Merv sur l'Ancien Testament, V. Jérémie, Ézéchiel, Daniel, CSCO 328-329 (Scriptores Syri 146-147), 1972
- Ceslas van den Eynde (ed.), Commentaire d'Iso'dad de Merv sur l'Ancien Testament, VI. Psaumes, CSCO 433-434 (Scriptores Syri 185-186), 1981